# Club de Fútbol Reboceros de La Piedad
El Club de Fútbol Reboceros de La Piedad és un club de futbol mexicà de la ciutat de La Piedad, Michoacán.

## Història
El club va néixer el 1951 com a Club de Fútbol La Piedad, quan el club Petroleros de Salamanca es canvià de ciutat.
L'any 2013 la franquicia fou traslladada de La Piedad a Veracruz esdevenint Tiburones Rojos de Veracruz. No obstant el club continuà existint en categories menors.

## Palmarès
- Ascenso MX:
  - Verano 2001, Apertura 2012

- Campeon de Ascenso:
  - 2001-02, 2012-13

- Segunda División Profesional:
  - 1951-52

- Segunda División "B":
  - 1984-85, 1993-94